# Entre todos
Entre todos fue un programa de televisión presentado por Toñi Moreno. Se emitió diariamente entre el 26 de agosto de 2013 y el 27 de junio de 2014, desde las 16:05 a las 18:45 horas, en La 1 de Televisión Española.

## Historia
Al comienzo del mes de julio de 2013, varios portales de Internet anunciaron el fichaje de Toñi Moreno —hasta entonces presentadora de Canal Sur— por parte de Televisión Española. La cadena pública autonómica andaluza había emitido durante la temporada 2012-13 un programa que fomentaba la ayuda entre ciudadanos llamado Tiene arreglo, de formato similar al nuevo Entre todos. Tras varias semanas de preparativos y presentaciones del programa, fue desvelado que éste se estrenaría el 26 de agosto de 2013 de 16:05 a 18:45 horas. El jueves 4 de octubre de 2013 el programa marcó récord de share con un 10,7% con 1 153 000 espectadores. El mayor registro de espectadores se produjo el martes 21 de enero de 2014 con 1 209 000 (9,8%).
Finalmente, tras casi un año de emisiones con altibajos, y pese a la polémica levantada, la cadena pública había planeado dar una segunda oportunidad a Entre todos a partir del mes de septiembre de 2014, tomándose un descanso durante el verano. Sin embargo, debido a las numerosas críticas recibidas a lo largo de la temporada (amenaza de demanda de Canal Sur por plagio del formato Tiene arreglo, críticas de diversos sectores como los trabajadores sociales o las organizaciones de discapacitados, las investigaciones por parte la Fiscalía por vulnerar presuntamente la imagen de un menor o el elevado sueldo de la presentadora que rondaba 1400 euros por programa, entre otras cosas), finalmente fue cancelado por la renovada dirección de la cadena pública. Aun así, su presentadora continuó ligada a la emisora pública con el programa T con T.

## Formato
RTVE definía en su página web el programa como: “un espacio positivo y de servicio público que impulsa la solidaridad, la generosidad y los valores positivos de la sociedad". El formato era sencillo: Toñi Moreno, su presentadora, llevaba el peso y la conducción principal de la emisión. Junto a ella, una mesa de asesores de distintos campos —psicólogos, abogados, médicos— prestaban consejo profesional a las personas que solicitaban la ayuda de los espectadores para resolver los más diversos problemas. En todo momento, veíamos en pantalla a los afectados, con cuyo domicilio se desarrollaba una conexión en vivo y que se mostraban y hablaban de su problema. Moreno exponía la situación, los entrevistaba y solicitaba que los espectadores del programa llamasen a un número telefónico gratuito para entrar en directo y revelar de qué forma podían ayudar. El público en el plató daba la réplica a la presentadora, quien, al grito de "¡¿Qué tengo?!", escuchaba al coro de espectadores: "¡Llamada!", antes de cada nueva colaboración.

## Críticas y denuncias
Debido a lo sensible de los temas y situaciones sociales que abordaba, el programa se convirtió en objeto de críticas, principalmente por promover la caridad como solución a las carencias del estado del bienestar. Los participantes del programa, que en ocasiones incluyó menores, debían exponer sus problemas personales ante la audiencia para poder recibir ayuda, lo cual le valió el calificativo de telebasura  por parte de sus detractores. En este sentido, el protagonismo y teatralidad de la presentadora Toñi Moreno también motivó críticas. Se considera que el programa humillaba y atentaba contra la dignidad de sus participantes, a la vez que desprestigiaba indirectamente la labor profesional de los servicios sociales. La emisión del programa en TVE, una televisión pública gestionada por el gobierno del PP, exacerbó las críticas. Se acusó a Entre todos de desviar la atención de un problema político recurriendo a la caridad,[cita requerida] lo cual naturalizaba las desigualdades sociales y dulcificaba la situación de crisis económica por la que atravesaba la sociedad española.
En octubre del 2013, el Consejo General del Trabajo Social exigió a TVE la retirada del programa, ya que «vulnera la dignidad de las personas necesitadas, promueven la caridad y no respetan a los menores de edad».
El 5 de noviembre de 2013, un estudiante de trabajo social intervino en directo para denunciar al programa por «fomentar la caridad» y añadió: «Es el estado del bienestar quien debe cubrir estas necesidades y ustedes están jugando con los sentimientos de las personas». Moreno defendió al programa diciendo que promovía la solidaridad, no la caridad.
El 9 de noviembre de 2013, el PSOE propuso en el Congreso de los Diputados estudiar la posible vulneración de la Ley de Protección al Menor en el programa.
En una columna en el diario El País el 13 de noviembre de 2013, la escritora Elvira Lindo calificó al programa de «lacrimógeno» y lo comparó a Ustedes son formidables, un espacio radiofónico emitido durante el tardofranquismo. Medios de comunicación extranjeros como el diario francés Le Figaro también se hicieron eco del programa, al que describieron como «televisión para pobres».
Por su parte, la periodista Mariola Cubells acusaba al programa de no gestionar las ayudas que con tanta euforia se reciben a través del teléfono y narraba la historia de Juan, un parado con cuatro hijos, que se vio, tras la emisión, con un listado de 60 números telefónicos de quienes durante la emisión del programa le ofrecieron ayuda y a los que tenía que llamar uno a uno para reclamársela.

### Caso de violencia doméstica
El 26 de febrero de 2014, una participante del programa reveló haber sufrido maltrato. Moreno se negó a discutir el tema diciendo que «O se denuncia o se calla una para el resto de la vida». Su reacción causó una gran polémica. El incidente se comparó a los casos de Ana Orantes y la joven Svetlana, ambas asesinadas a manos de sus parejas tras haber intervenido en talk shows de este tipo. Toñi Moreno se disculpó al día siguiente.
Aquella misma semana el grupo socialista pidió en la Comisión de Control de RTVE la retirada del programa. La diputada Ángeles Álvarez definió la actitud de Moreno como «temeraria», y criticó al programa por «apelar a la resignación y al silencio.» El PSOE a su vez fue criticado porque Entre Todos imita el formato del programa Tiene arreglo en Canal Sur, gestionado por la Junta de Andalucía, gobernada por el PSOE andaluz.

### Coste público
A raíz de la polémica del caso de violencia doméstica, diversos medios publicaron información acerca del coste que el programa genera a las arcas públicas. Entre Todos tiene un presupuesto de 3,68 millones de euros por temporada, dinero con el cual podrían solucionarse la mayoría de problemas que se plantean en el programa. Moreno cobra 1400 euros por programa.
El 11 de marzo de 2014, un espectador intervino pidiendo que la presentadora donase parte de su sueldo a las causas que publicita. Moreno se negó a discutir el tema, resaltó sus orígenes humildes y aprovechó para reincidir en el carácter solidario del programa.

### CERMI exige retirar el programa
En noviembre de 2013, el Comité Español de Representantes de Personas con Discapacidad remitió un escrito a la Corporación Radiotelevisión Española exigiendo la inmediata retirada del programa Entre Todos de la parrilla de su programación por considerar "absolutamente inadecuado el trato informativo que este programa (...) dedica a las personas con discapacidad, haciendo uso de los estereotipos más caducos y perpetuando la visión de la discapacidad desde ópticas hace mucho superadas que asocian esta realidad a la caridad y a la beneficencia", hechos que considera aún más graves cuando, como frecuentemente sucede, los discapacitados que aparecen son menores de edad.

### Denuncia de la fiscalía de menores
En julio de 2014, la fiscalía española actuó de oficio y presentó una denuncia contra el ente público RTVE, así como a Entre Todos y su productora, debido a que consideraban que el programa había vulnerado el derecho a la intimidad personal y a la propia imagen de un niño discapacitado. Según la fiscalía, el programa habría usado la imagen del menor y diversos datos sobre su vida personal y privada, que permitían reconocer sin mayor dificultad quién era, «con fines conmiserativos» y mendicantes, y denunciaron que en ningún momento el representante legal del niño informó al ministerio público de la actividad en la que iba a participar.